# Kuršumli An
Kuršumli An (mac. Куршумли ан) – karawanseraj z XVI wieku w Skopju w Macedonii Północnej.

## Historia
Budynek powstał staraniem społeczności kupców z Republiki Raguzy w XVI wieku, około 1550 roku, w czasach Imperium Osmańskiego. Jego nazwa oznacza „ołowiany zajazd” (nawiązanie do ołowiu pokrywającego dawniej kopuły tejże budowli; kuršum w języku tureckim znaczy ołów). W 1878 roku karawanseraj przekształcono w miejskie więzienie. W 1963 roku budynek został uszkodzony na skutek trzęsienia ziemi.
W latach 60–80. XX wieku w budynku prezentowano m.in. kamienne rzeźby w formie lapidarium. Współcześnie w budynku odbywały się wystawy archeologiczne we współpracy z macedońskim muzeum narodowym. W drugiej dekadzie XXI wieku budynek był kilka lat zamknięty dla zwiedzających z uwagi na prace konserwatorskie.

## Architektura
Karawanseraj jest położony na północno-zachodnim skraju miasta (Stary Bazar – čaršija), na lewym brzegu Wardaru. Zapewniał stajnie dla 100 koni oraz zakwaterowanie dla ich właścicieli i handlarzy. Niektóre pokoje miały własne palenisko, co było wówczas wyższym standardem.

## Galeria

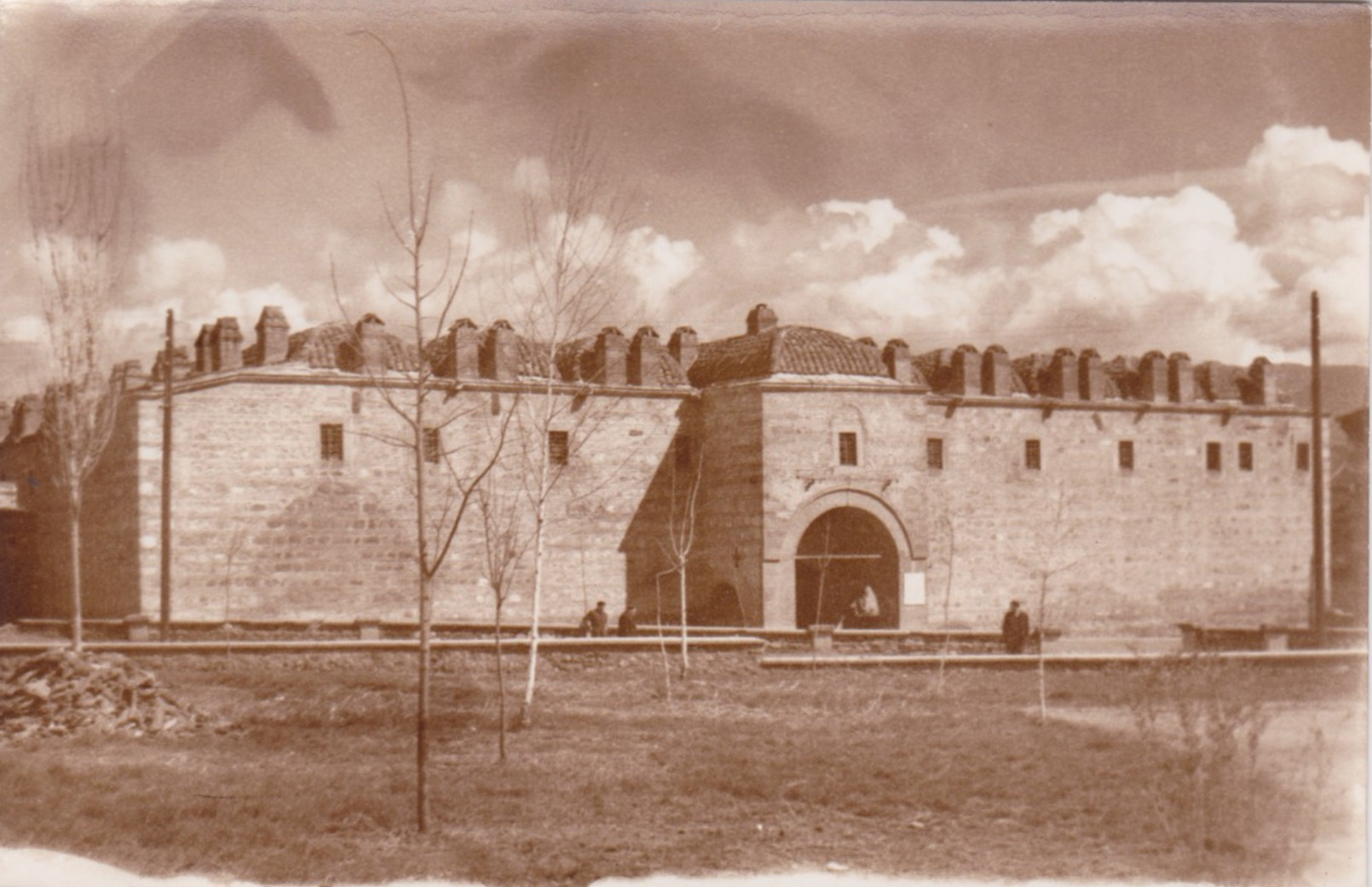
Widok z zewnątrz (lata 30. XX wieku)
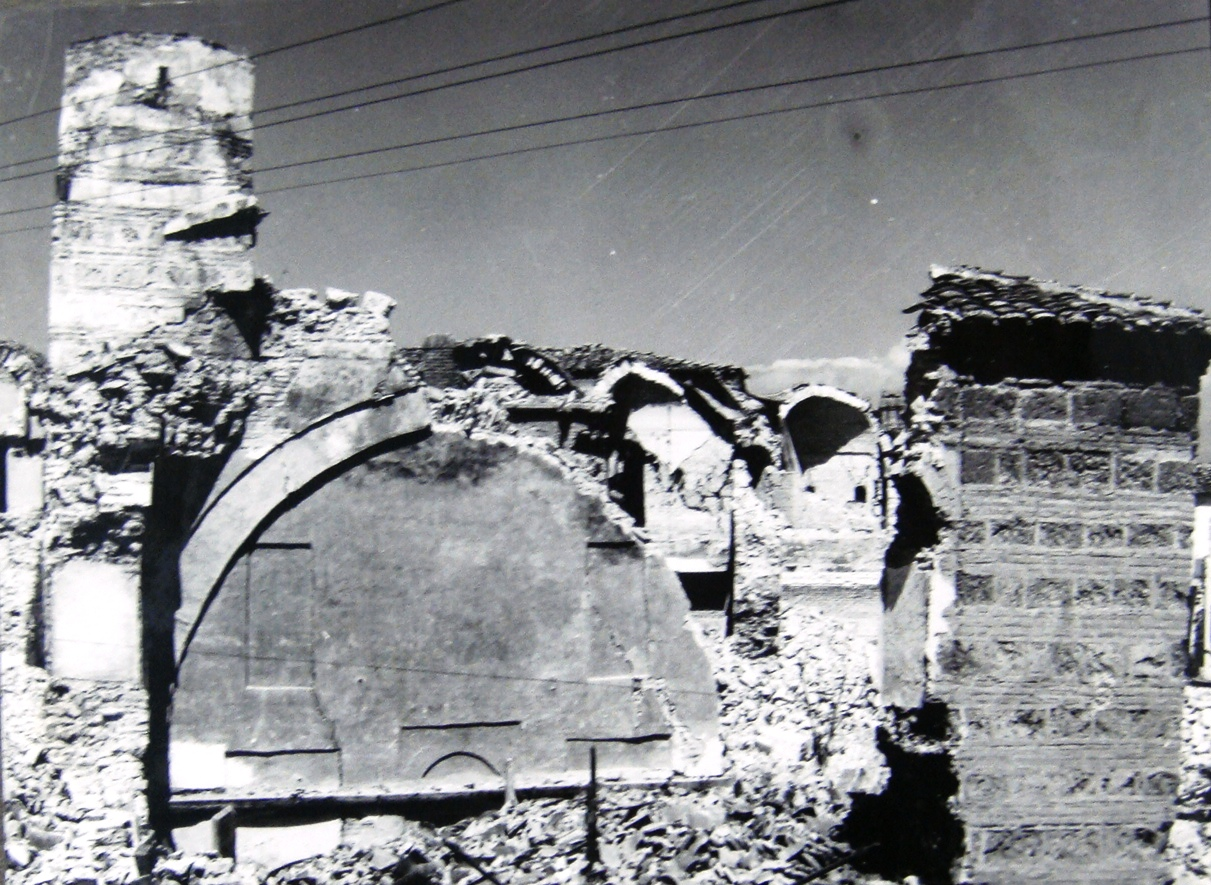
Zniszczenia po trzęsieniu ziemi (1963)
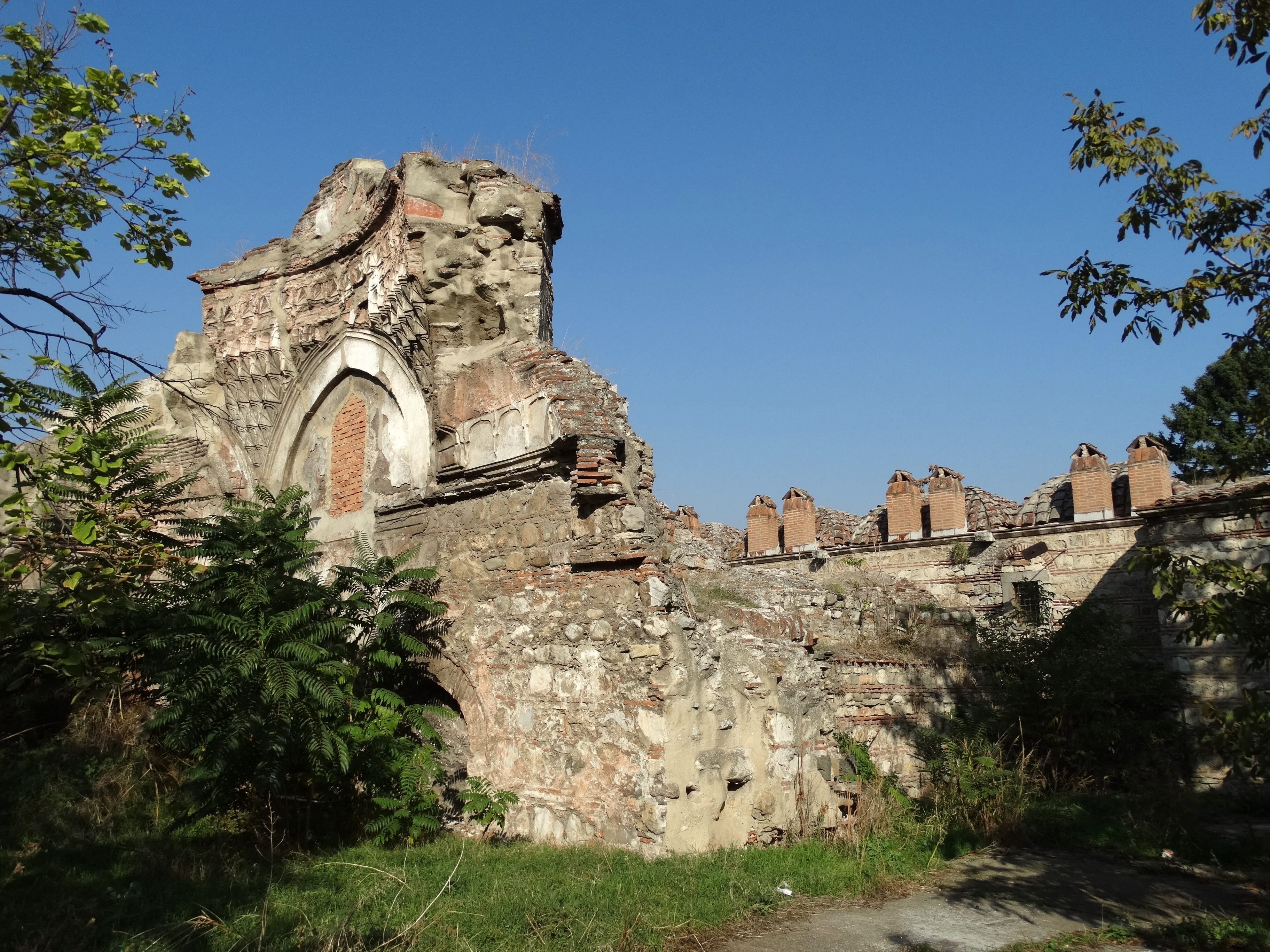
Zrujnowana część (2013)
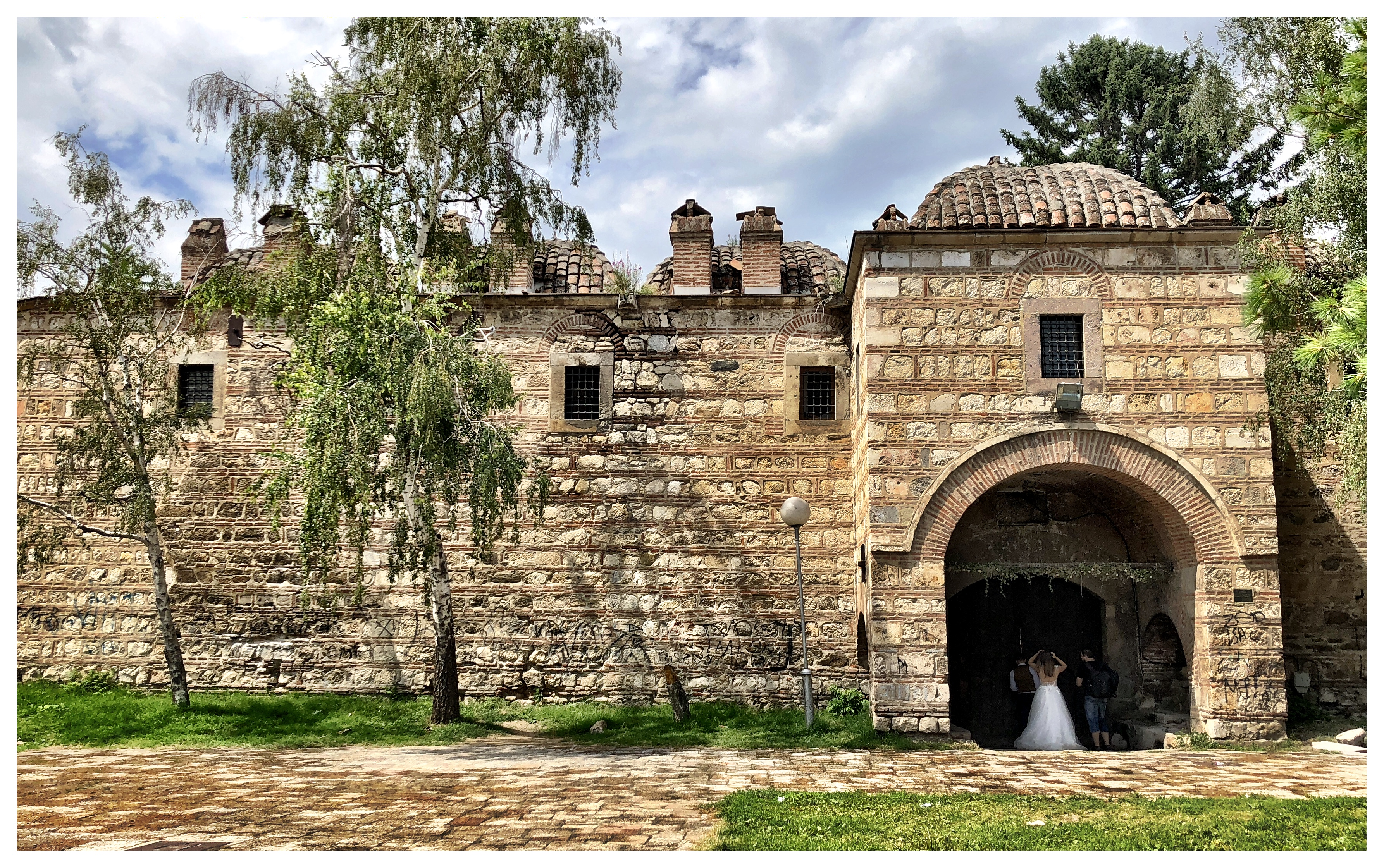
Widok z zewnątrz (2018)
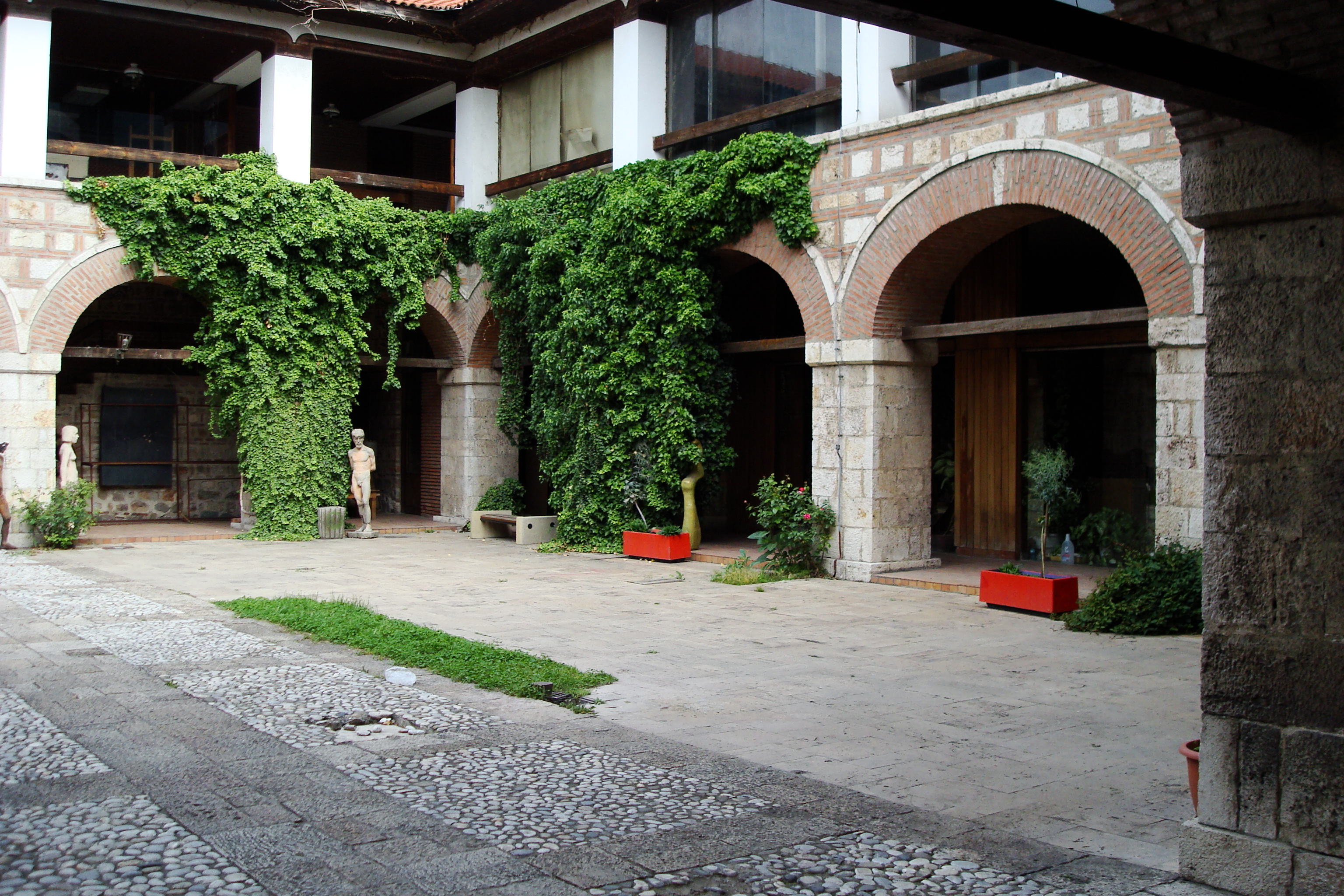
Dziedziniec (2008)
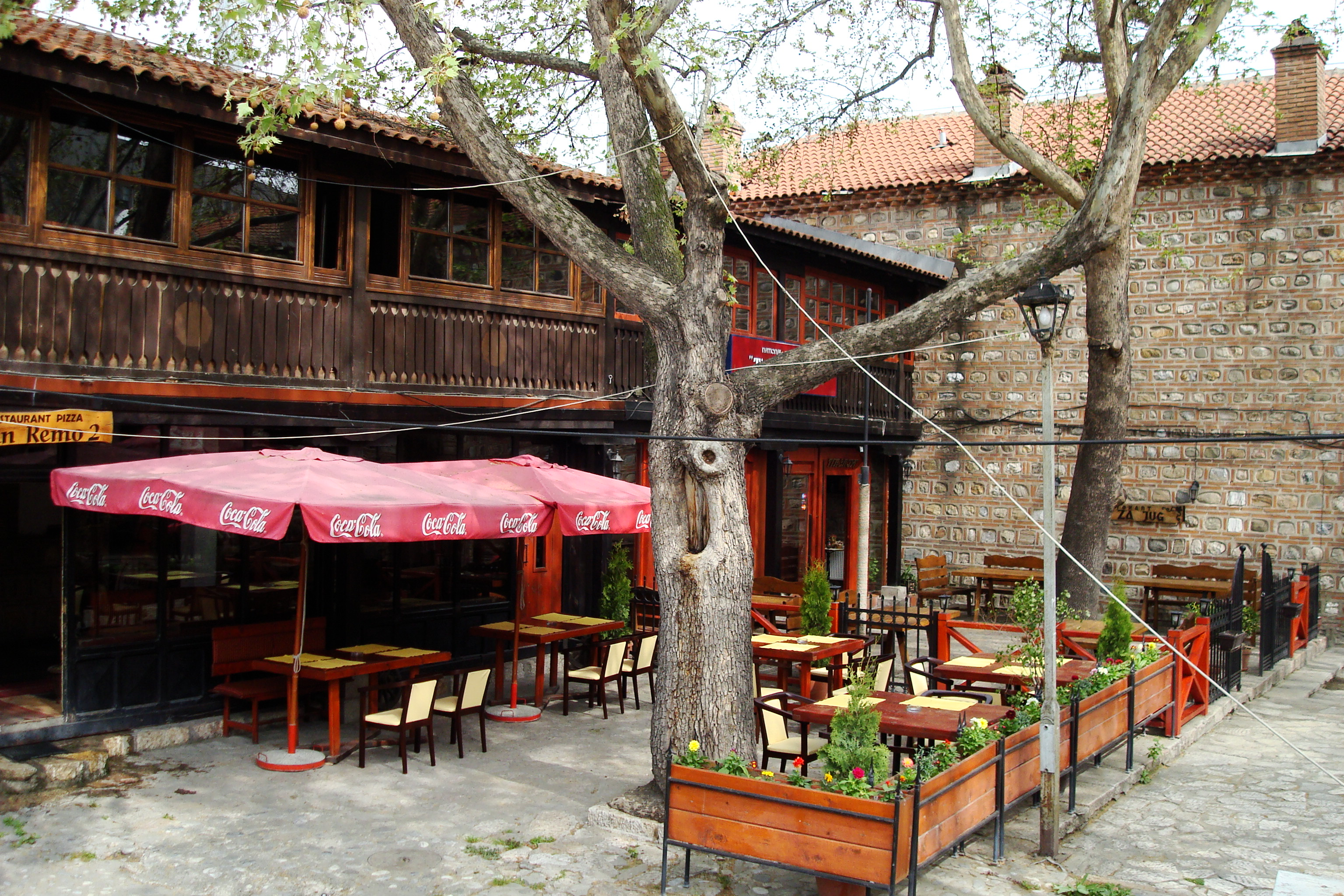
Ogródek restauracyjny na dziedzińcu (2008)
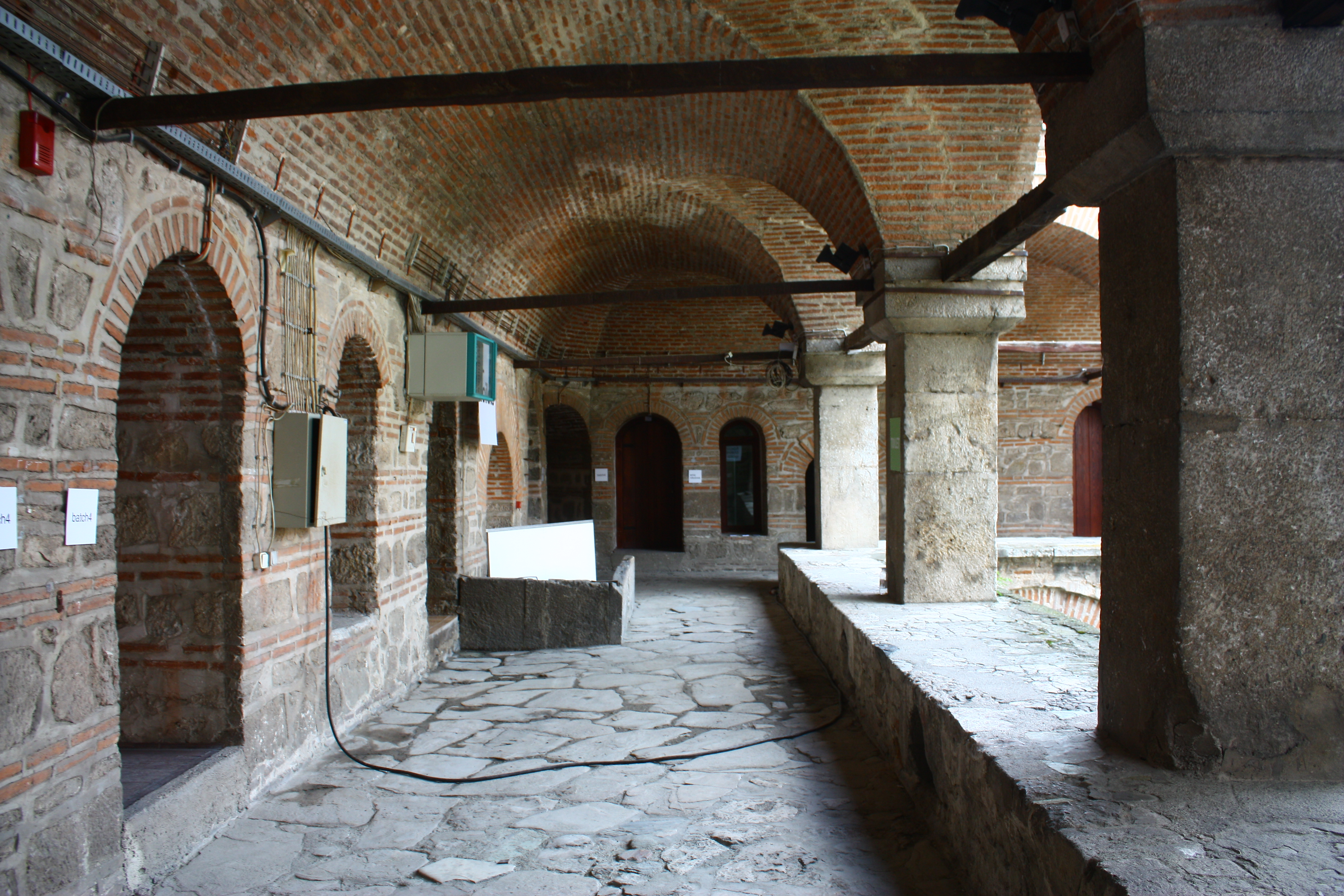
Arkady (2014)